# لاربا
لاربا (به اسپانیایی: Larva) یکی از دهستان‌های استان خائن در کشور اسپانیا است. این شهر با مساحت ۴۱٫۷۶ کیلومتر مربع، ۴۹۵ تن جمعیت دارد.
این دهکده کوهستانی را می توان در قسمت جنوب شرقی استان یافت که بین رشته های سیرا دل پوزو و سیرا ماگینا قرار گرفته است. باغ‌های زیتون بر چشم‌انداز بیشتر آن غالب است.

## تاریخ
چشمه ای که به عنوان نقطه کانونی اولیه دهکده عمل می کرد در املاک کورتیخو د سان پدرو قرار داشت که در اصل به کوئسادا تعلق داشت و بعداً به مالکیت کابرا دل سانتو کریستو رسید.
تاریخ این دهکده با روستاهای دیگر که این منطقه را تشکیل می دهند در هم آمیخته است. در دهه ۱۹۵۰، به لطف فعالیت اقتصادی که بر اساس چمن اسپارتو بود، جمعیت به ۲۰۰۰ نفر افزایش یافت. کاهش مشارکت در این فعالیت به وخامت اوضاع اقتصادی روستا کمک کرد.